# Amanita mortenii
Amanita mortenii är en svampart som tillhör divisionen basidiesvampar, och som beskrevs av Knudsen och T. Borgen. Amanita mortenii ingår i släktet flugsvampar, och familjen Amanitaceae. Arten har ej påträffats i Sverige.